# Perimeter
Perimeter est un jeu vidéo de stratégie en temps réel développé par K-D Lab, sorti en 2004 en France sur PC.
Le jeu bénéficie d'une extension, Perimeter: Emperor's Testament, publiée en 2006,. Il a pour suite Perimeter II: New Earth.

## Accueil
| Perimeter             |      |       |
| Média                 | Pays | Notes |
| Canard PC             | FR   | 6/10  |
| Computer Gaming World | US   | 2.5/5 |
| GameSpot              | US   | 82 %  |
| IGN                   | US   | 55 %  |
| Jeuxvideo.com         | FR   | 13/20 |
| Compilations de notes |      |       |
| Metacritic            | US   | 77 %  |